# A-348
La A-348 o también llamada Carretera de La Alpujarra es una carretera autonómica andaluza que discurre por las comarcas de la Alpujarra Granadina y la Almeriense, comunica Lanjarón y Almería por Ugíjar. Se empezó a construir en los años 1930.

## Antecedentes
En gran parte de su trazado a lo largo de la provincia de Almería, la ruta que nos ocupa discurre por el valle del río Andarax. Se tiene constancia de que, hasta bien entrado el siglo XVIII, la única vía de comunicación en la comarca era el lecho seco del río en sí, siempre y cuando la climatología lo permitiera, y de la que se bifurcaban múltiples caminos para personas o animales, pero pocos de ellos transitables para carros. La situación se mantuvo en algunos lugares incluso hasta el siglo XX. El primer esfuerzo por construir una ruta rápida y que permitiera un cierto volumen de transporte de mercancías acaeció a finales del siglo XVIII. Por entonces se crearon dos fundiciones de plomo en Alcora, hoy parte del municipio de Canjáyar y en Presidio de Andarax para hacer uso de la galena extraída en las proximidades, lo que creaba la necesidad de dar salida al metal. Se estuvo construyendo hasta principios del siglo XIX una carretera desde estas fundiciones hasta Benahadux, con un coste por entonces de dos millones y medio de reales, con el fin de exportar el producto por el puerto de Almería, principalmente a Marsella, siendo almacenado antes en los cercanos almacenes que la Renta del Plomo construyó en el barrio de La Chanca.

## Términos municipales que cruza

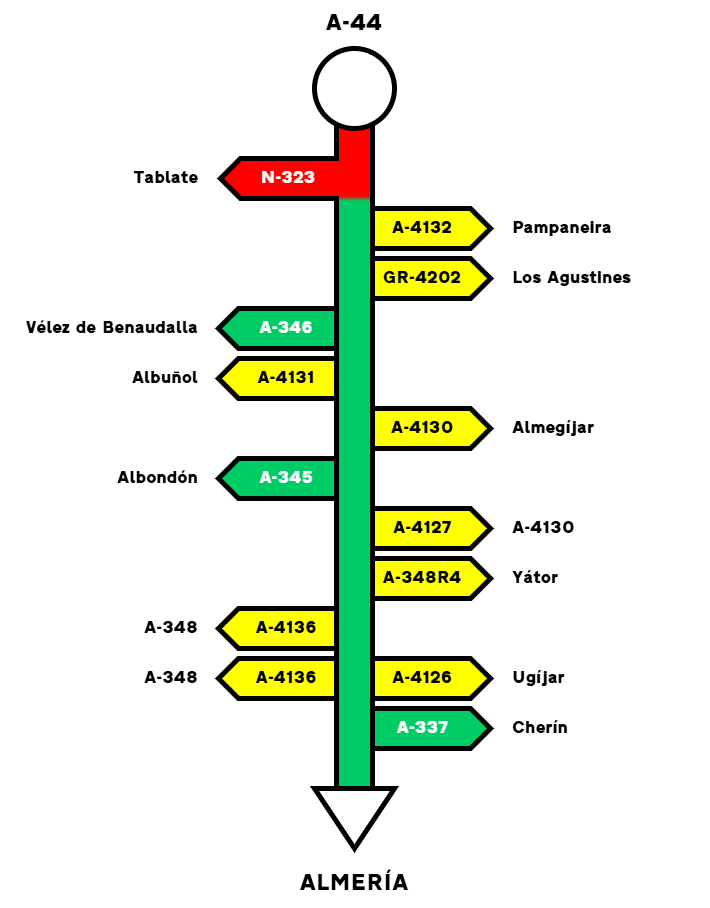
Itinerario de la A-348 en la provincia de Granada.

- Béznar
- Lanjarón
- Órgiva
- Torvizcón
- Almegíjar
- Cástaras
- Lobras
- Cádiar
- Ugíjar
- Cherín
- Acolea
- Laujar de Andarax
- Fondón
- Almócita
- Padules
- Canjáyar
- Rágol
- Instinción
- Íllar
- Huécija
- Alicún
- Alhama de Almería
- Gádor
- BenahaduxItinerario de la A-348 en la provincia de Granada.

Libro: Ruta A-348, la Carretera de la Alpujarra